# Krajna (Słowenia)
Krajna – wieś w Słowenii, w gminie Tišina. W 2018 roku liczyła 271 mieszkańców.